# Jernbanekongens Datter
Jernbanekongens Datter er en amerikansk stumfilm fra 1920 af Robert Thornby.

## Medvirkende
- Blanche Sweet som Mary Willard
- Winter Hall som Henry Willard
- Roy Laidlaw som Huntley Green
- Mahlon Hamilton som Harvey Judson
- Russell Simpson som Jim Willis
- Boris Karloff som Jules Borney